# Filipe de Oliveira (conquistador)
Filipe de Oliveira (15?? - Ceilão (?), 1627) foi o conquistador do Reino de Jafanapatão, no norte de Ceilão (o actual Sri Lanca), em nome do Estado Português da Índia em 1619.
Manteve-se na ilha como capitão-mor do reino conquistado até à sua morte em 1627. As suas instruções eram para recolher o tributo dos último rei indígena, Cankili II. No entanto, um encontro acidental levou a uma rápida batalha que levou à derrota deste último.[carece de fontes?]
O seu mandato sobre o Reino de Jafanapatão é relembrado tanto pela destruição de quinhentos templos hindus e conversão forçada dos nativos à religião católica romana, como pelos seus esforços em controlar e moderar o desejo dos oficiais portugueses em Colombo e Goa para incessantemente aumentar os impostos à população local. Após a sua morte, a política fiscal seguida pelos governantes portugueses levou ao despovoamento da península de Jafanapatão.[carece de fontes?].
A sua acção nesta conquista, bem como outros serviços feitos na Índia, foi reconhecida em 7 de Dezembro de 1623 pela Coroa que o reconduziu no cargo sem limite de termo e por um mínimo de três anos. Além disso, recebeu o Hábito de Cavaleiro da Ordem de Cristo e as rendas duma aldeia de Ceilão.